# Ancema lucida
Ancema lucida är en fjärilsart som beskrevs av Druce 1895. Ancema lucida ingår i släktet Ancema och familjen juvelvingar. Inga underarter finns listade i Catalogue of Life.